# Eleccions legislatives islandeses de 1991
Les eleccions legislatives islandeses de 1991 es van dur a terme el 20 d'abril d'aquest any per a escollir als membres de l'Alþingi. La participació fou del 87,6% dels vots, els resultats van ser una clara victòria per al Partit de la Independència del primer ministre d'Islàndia Davíð Oddsson amb un 37,1%, qui formarà un govern de coalició amb el Partit Socialdemòcrata.

## Resultats electorals
| Partits                 | Partits                             | Vots    | %     | Escons per cambra | Escons per cambra | Escons per cambra | Escons per cambra |
| Partits                 | Partits                             | Vots    | %     | Baixa             | +/−               | Alta              | +/−               |
| ----------------------- | ----------------------------------- | ------- | ----- | ----------------- | ----------------- | ----------------- | ----------------- |
|                         | Partit de la Independència (D)      | 60.836  | 38,56 | 17 / 42           | 5                 | 9 / 21            | 3                 |
|                         | Partit Progressista (B)             | 29.866  | 18,93 | 9 / 42            | 1                 | 4 / 21            | 1                 |
|                         | Partit Socialdemòcrata (A)          | 24.459  | 15,50 | 7 / 42            | =                 | 3 / 21            | =                 |
|                         | Aliança Popular (G)                 | 22.706  | 14,39 | 6 / 42            | 1                 | 3 / 21            | =                 |
|                         | Llista de les Dones (V)             | 13.069  | 8,28  | 3 / 42            | 1                 | 2 / 21            | =                 |
|                         | Partit Popular-Partit humanista (Þ) | 2.871   | 1,82  | 0 / 42            | =                 | 0 / 21            | =                 |
|                         | Liberals (F)                        | 1.927   | 1,22  | 0 / 42            | Nou               | 0 / 21            | Nou               |
|                         | Associació d'Autonomia (H)          | 975     | 0,62  | 0 / 42            | Nou               | 0 / 21            | Nou               |
|                         | Candidatura Verda (Z)               | 502     | 0,32  | 0 / 42            | Nou               | 0 / 21            | Nou               |
|                         | Socialdemòcrates extrems (T)        | 459     | 0,29  | 0 / 42            | Nou               | 0 / 21            | Nou               |
|                         | Partit Laborista d'Islàndia (E)     | 99      | 0,06  | 0 / 42            | Nou               | 0 / 21            | Nou               |
|                         |                                     |         |       |                   |                   |                   |                   |
| Vots vàlids             | Vots vàlids                         | 157.769 | 98,52 |                   |                   |                   |                   |
| Vots blancs i nuls      | Vots blancs i nuls                  | 2.373   | 1,48  |                   |                   |                   |                   |
| Total                   | Total                               | 160.142 | 100   | 42                | 42                | 21                | 21                |
| Abstenció               | Abstenció                           | 22.626  | 12,38 |                   |                   |                   |                   |
| Inscrits / participació | Inscrits / participació             | 182.768 | 87,62 |                   |                   |                   |                   |